# Ministère du Développement régional et des Affaires locales
Le ministère du Développement régional et des Affaires locales (en letton : Reģionālās attīstības un pašvaldības lietu ministriju Latvijā, RAPLM) est le département ministériel chargé de la politique régionale, du logement, de l'aménagement du territoire et des collectivités territoriales en Lettonie entre 2003 et 2011.

## Historique
Il est créé le 1er janvier 2003 par le Premier ministre Einars Repše, par scission du ministère de la Protection de l'environnement et du Développement régional. Il est supprimé exactement huit ans plus tard, par le Premier ministre Valdis Dombrovskis et fusionné avec le ministère de l'Environnement.

## Attributions
Le ministère est responsable de la mise en œuvre et de la coordination des politiques, lois et règlements concernant la politique régionale, la politique de l'aménagement du territoire et la politique du logement. Il veille au respect des lois et obligations par les collectivités territoriales, coordonne la politique de développement municipal ainsi que la mise en œuvre des réformes territoriales.

## Liste des ministres
| Nom | Nom                | Mandat                            | Parti | Gouvernement(s)                       |
| --- | ------------------ | --------------------------------- | ----- | ------------------------------------- |
|     | Ivars Gaters       | 7 novembre 2002 – 9 mars 2004     | JL    | Repše                                 |
|     | Andrejs Radzevičs  | 9 mars – 2 décembre 2004          | Sans  | Emsis                                 |
|     | Māris Kučinskis    | 2 décembre 2004 – 7 novembre 2006 | TP    | Kalvītis I                            |
|     | Aigars Štokenbergs | 7 novembre 2006 – 19 octobre 2007 | TP    | Kalvītis II                           |
|     | Edgars Zalāns      | 8 novembre 2007 – 22 mars 2010    | TP    | Kalvītis II Godmanis II Dombrovskis I |
|     | Dagnija Staķe      | 13 mai – 3 novembre 2010          | ZZS   | Dombrovskis I                         |
|     | Valdis Dombrovskis | 3 novembre – 31 décembre 2010     | Unité | Dombrovskis II                        |